# Венечна съгласна
Венѐчните (алвеолни) съгласни се учленяват, поставяйки езика срещу (или близо до) венците. Венечните съгласни могат да се звукоучленяват посредством върха на езика (върхови съгласни) или с „лопатката“ на езика, намираща се над неговия край (ламинални съгласни).
Международната фонетична азбука (МФА) не притежава отделни символи за венечните съгласни. Вместо това се използват еднакви символи за всички звукове, принадлежащи към предноезичните места на учленение, които не са палатализирани (онебнѐни). При нужда за пояснение, използваният диакритически знак, прибавян към символите за зъбни съгласни, е т.нар. „долно мостче“ ([s̪, t̪, n̪, l̪]). За разграничаване на задвенечните съгласни се използва т.нар. „обърнато долно мостче“ ([s̠, t̠, n̠, l̠]).
Не може да се приеме, че без диакритически знаци обикновените символи [s, t, n, l] представят само и единствено венечни съгласни. Възможно е самият език да не прави подобна разлика, така щото две или повече предноезични места на учленение да представляват алофони. Когато при транскрибиране се преследва обозначаването на строго венечна съгласна, в употреба влиза следният диакритически знак: [s͇, t͇, n͇, l͇].
Въпросният диакритически белег е създаден и за посочване на отклонения от стандарта. Подобен пример са устнено-венечните съгласни [p͇, b͇, m͇, f͇, v͇], където долната устна влиза в допир с венците. Това превръща подобни съгласни звукове в „овенечнѐни“.

## Венечните съгласни в МФА
| МФА | Вид съгласен звук                              | Пример     | Пример   | Пример    | Пример                  |
| МФА | Вид съгласен звук                              | Език       | Правопис | МФА       | Значение                |
| --- | ---------------------------------------------- | ---------- | -------- | --------- | ----------------------- |
|     | венечна носова                                 | англ.      | run      | [ɹʷʌn]    | „бягам“                 |
|     | беззвучна венечна преградна                    | англ.      | tap      | [tʰæp]    | „кран“                  |
|     | звучна венечна преградна                       | англ.      | debt     | [dɛt]     | „дълг“                  |
|     | беззвучна венечна проходна                     | англ.      | suit     | [sjuːt]   | „костюм“                |
|     | звучна венечна проходна                        | англ.      | zoo      | [zuː]     | „зоол. градина“         |
|     | беззвучна венечна преградно-проходна           | български  | църква   | [t͡sɤ̞rkvɐ] | —                       |
|     | звучна венечна преградно-проходна              | итал.      | zaino    | [ˈd͡zaino] | „раница“                |
|     | беззвучна венечна странична проходна           | уелски     | Llwyd    | [ɬʊɪd]    | името „хЛойд“           |
|     | звучна венечна странична проходна              | зулуски    | dlala    | [ˈɮálà]   | „да играя“              |
| t͡ɬ  | беззвучна венечна странична преградно-проходна | цезки      | элIни    | [ˈʔɛ̝t͡ɬni] | „зима“                  |
| d͡ɮ  | звучна венечна странична преградно-проходна    | овекяла    |          |           | —                       |
|     | венечна приблизителна                          | англ.      | red      | [ɹʷɛd]    | „червено“               |
|     | венечна странична приблизителна                | англ.      | loop     | [lup]     | „клуп“                  |
|     | венечна едноударна                             | испански   | pero     | [peɾo]    | „но“                    |
|     | венечна странична едноударна                   | венда      | —        | [vuɺa]    | to open                 |
|     | венечна трептяща                               | испански   | perro    | [pero]    | „куче“                  |
|     | венечна преградна изтласкваща                  | грузински  | ტიტა     | [tʼitʼa]  | „лале“                  |
|     | венечна проходна изтласкваща                   | амхарски   | —        | [sʼɛɡa]   | „милост“                |
|     | звучна венечна имплозивна                      | виетнамски | đã       | [ɗɐː]     | (частица за мин. време) |
|     | венечна странична щракаща                      | нама       | ǁî       | [kǁĩĩ]    | „обсъждано“             |